# Pablo Fermín Oreja
Pablo Fermín Oreja (General Conesa, febrero de 1920-General Roca, 4 de enero de 2008) fue un periodista, escritor y político argentino, que ejerció como diputado de la Nación Argentina entre 1958 y 1962, y nuevamente entre 1963 y 1965, en ambos casos en representación de la provincia de Río Negro. Dirigente de la Unión Cívica Radical y de la Unión Cívica Radical Intransigente, fue por esta última fuerza candidato a gobernador de Río Negro en las elecciones de 1962, ubicándose en el segundo puesto.
Durante la dictadura militar autodenominada Revolución Argentina, Oreja fue designado como comisionado de facto de la localidad de General Roca en 1969, durante la gobernación de Roberto Requeijo, puesto del que sería expulsado por la fuerza en 1972, cuando el Rocazo (una pueblada insurrecional masiva) forzó su renuncia. Oreja escribió varios libros, mayormente sobre la historia de la Patagonia argentina, así como numerosos artículos periodísticos para el Diario Río Negro.

## Biografía
Oreja nació en la ciudad de General Conesa, al sur del Territorio Nacional del Río Negro, en 1920, pero se trasladó con solo un año de edad junto a su familia a General Roca, la principal localidad del Alto Valle territorial. Estudió en la Escuela N° 32 del distrito roquense. Fue el menor de seis hermanos, de los cuales solo dos llegarían a la adultez. Su padre abandonó el hogar por problemas personales y económicos, y Oreja fue criado por su madre y su hermana mayor. Nunca se casó ni tuvo hijos.
De filiación radical, en 1957 adhirió a la Unión Cívica Radical Intransigente y fue elegido convencional constituyente provincial, en la misma convención que redactó la primera carta magna de Río Negro luego de su provincialización. Al año siguiente fue elegido diputado en representación de la nueva provincia, en fórmula con Horacio Flavio Luelmo, recogiendo la lista intransigente el 33,51% de los votos sobre el 27,01% de la lista de la Unión Cívica Radical del Pueblo. Ocupó el cargo desde el 1 de mayo de 1958 hasta la clausura del Congreso de la Nación después del golpe de Estado de 1962, que derrocó al gobierno de Arturo Frondizi.
Poco antes del golpe, en 1962, Oreja fue proclamado candidato a gobernador de Río Negro en las elecciones provinciales de marzo de ese año como un candidato de consenso entre la facción del gobernador saliente, Edgardo Castello, y la Lista Verde ligada al Alto Valle, luego de cuatro años en los cuales el partido había centrado su estrategia en el Valle Inferior de la provincia. La participación del entonces proscripto peronismo en los comicios instigó la derrota de Oreja, que recibió solo el 28,05% de los votos contra el 39,28% de Arturo Amadeo Llanos, candidato del justicialismo, pero reteniendo la segunda fuerza por sobre el 22,79% de José Enrique Gadano, candidato del radicalismo del pueblo, y logró imponerse en el distrito roquense, hasta entonces un bastión de la UCRP. En cualquier caso, las elecciones fueron anuladas por el golpe de Estado menos de dos semanas más tarde.
El 22 de octubre de 1969, fue designado comisionado de facto de la ciudad de General Roca por el entonces interventor Roberto Requeijo. Se vio forzado a renunciar a dicho cargo en julio de 1972 luego de que una asamblea a la que convocó para protestar por la instalación de un nuevo juzgado en la localidad de Cipolletti, desmembrando la Segunda Circunscripción Judicial que tenía su sede en Roca, desencadenara el Rocazo, una masiva pueblada insurrecional que duraría dos semanas en el marco del conflicto localista que vivía la provincia y la inestabilidad general de la Argentina.
En febrero de 2005, con 85 años, fue objeto de un atentado e intento de robo, cuando un agresor que se contactó con él fingiendo ser un estudiante universitario que buscaba ampliar sus conocimientos sobre historia regional acabó golpeándolo y amordazándolo.
Falleció a los 87 años, en enero de 2008.

## Libros publicados
- "Evocaciones neuquina" (1948)
- "El desierto vencido. Apuntes para la historia del pueblo de General Roca" (1951, reeditado en 2004)
- "Provincias del Sur" (1956); "La Provincia de Río Negro" (1965); "El Gualicho y la Cruz. Vida y leyenda de Ceferino Namuncurá" (1967)
- "Leyendas y tradiciones rionegrinas" (1974); "Desde la cúpula. Memorias de un diputado patagónico" (1982)
- "La Campaña del Desierto, generadora de literatura y periodismo" (1985)
- "Todo pasó y se fue... Semblanzas y vivencias del Viejo General Roca" (1993)
- "Guido, del silencio al poder" (1995)
- "La Provincia perdida y otros recuerdos" (1996)
- "Mi hermana Tita" (1997)
- "La casa azul" (poesías, 1998)
- "Carlos Gardel, un mito de los argentinos" (1999)
- "Luces y sombras el siglo XX" (2000)
- "Infancia en Roca. Esa loca nostalgia" (2001)